# Aeolocoelotes
Genre
Aeolocoelotes est un genre d'araignées aranéomorphes de la famille des Agelenidae.

## Distribution
Les espèces de ce genre sont endémiques du Japon.

## Liste des espèces
Selon World Spider Catalog (version 22.5, 29/08/2021) :
- Aeolocoelotes bifurcatus (Okumura & Ono, 2006)
- Aeolocoelotes cornutus (Nishikawa, 2009)
- Aeolocoelotes mohrii (Nishikawa, 2009)
- Aeolocoelotes personatus (Nishikawa, 1973)
- Aeolocoelotes saikaiensis (Okumura, 2013)
- Aeolocoelotes sanoi (Nishikawa, 2009)
- Aeolocoelotes unicatus (Yaginuma, 1977)
- Aeolocoelotes unzenensis (Okumura, 2013)

## Publication originale
- Okumura, 2020 : « Three new genera with taxonomic revisions of the subfamily Coelotinae (Araneae: Agelenidae) from Japan. » Acta Arachnologica, vol. 69, no 2, p. 77-94 (texte intégral).